# Goldschmidt (månekrater)
 For alternative betydninger, se Goldschmidt. (Se også artikler, som begynder med Goldschmidt)
Goldschmidt er et stort nedslagskrater på Månen. Det befinder sig i den nordlige del af Månens forside. På grund af dets placering får perspektivisk forkortning Baillaud til at synes ovalt, når det ses fra Jorden. Det er opkaldt efter den tyske astronom Hermann Goldschmidt ( 1802 – 1866).
Navnet blev officielt tildelt af den Internationale Astronomiske Union (IAU) i 1935. 

## Omgivelser
Goldschmidtkrateret har det fremtrædende Anaxagoras liggende over den vestlige rand. Næsten stødende op til randen mod sydøst ligger Barrowkrateret, og de to kratere er adskilt af et forrevet bakkelandskab, som strækker sig over omkring 30 kilometer. Længere mod syd ligger Epigeneskrateret.

## Karakteristika
Goldschmidt er cirkulært, men den stærkt eroderede ydre kraterrand er forrevet og irregulær, og den indre kratervæg er indskåret adskillige steder af små nedslag. Meget af den vestlige rand er forsvundet på grund af de overlappende kratere Anaxagoras og det mindre Anaxagoras A, og udkastet materiale fra disse to kratere dækker den vestlige tredjedel af kraterbunden. Den resterende bund er næsten jævn og flad, sandsynligvis fordi den er blevet dækket af lavastrømme. Imidlertid er overfladen nu arret af en mængde småkratere, hvoraf det mest fremtrædende er det lille Goldschmidt A.

## Satellitkratere
De kratere, som kaldes satellitter, er små kratere beliggende i eller nær hovedkrateret. Deres dannelse er sædvanligvis sket uafhængigt af dette, men de får samme navn som hovedkrateret med tilføjelse af et stort bogstav. På kort over Månen er det en konvention at identificere dem ved at placere dette bogstav på den side af satellitkraterets midte, som ligger nærmest hovedkrateret. Goldschmidtkrateret har følgende satellitkratere:
| Goldschmidt | Længde  | Bredde | Diameter |
| ----------- | ------- | ------ | -------- |
| A           | 72,5° N | 2,5° V | 7 km     |
| B           | 70,6° N | 6,7° V | 10 km    |
| C           | 71,1° N | 6,0° V | 7 km     |
| D           | 75,3° N | 7,7° V | 14 km    |

## Måneatlas
- Billeder af Goldschmidtkrateret i LPI-måneatlasset
- USGS-kort